# Lewis Enoh
Lewis Mbah Enoh (Bamenda, 23 oktober 1992) is een Kameroense voetballer. Hij is een aanvaller die vanaf juli 2019 onder contract staat bij Leixões SC.

## Carrière
Lewis Enoh voetbalde bij de jeugd van Alcanenense en maakte in 2013 de overstap naar GD Sourense, een club uit de Segunda Divisão. Bij de Portugese club scoorde hij tien keer in veertien duels. Het leverde hem in januari 2014 een transfer op naar topclub Sporting Lissabon. Enoh kwam niet verder dan het B-elftal en werd in januari 2015 voor een periode van zes maanden uitgeleend aan het bescheiden Leixões. In de zomer van 2015 volgde een transfer naar KSC Lokeren.

## Statistieken
| Seizoen | Club                | Land              | Competitie         | Competitie | Competitie | Beker | Beker | Europees | Europees | Totaal | Totaal |
| Seizoen | Club                | Land              | Competitie         | Wed.       | Dlp.       | Wed.  | Dlp.  | Wed.     | Dlp.     | Wed.   | Dlp.   |
| ------- | ------------------- | ----------------- | ------------------ | ---------- | ---------- | ----- | ----- | -------- | -------- | ------ | ------ |
| 2013/14 | GD Sourense         | Vlag van Portugal | Segunda Divisão    | 14         | 10         | 0     | 0     | 0        | 0        | 14     | 10     |
| 2013/14 | Sporting Lissabon B | Vlag van Portugal | Segunda Liga       | 16         | 0          | 0     | 0     | 0        | 0        | 16     | 0      |
| 2014/15 | Sporting Lissabon B | Vlag van Portugal | Segunda Liga       | 16         | 3          | 0     | 0     | 0        | 0        | 16     | 3      |
| 2014/15 | → Leixões SC        | Vlag van Portugal | Segunda Liga       | 17         | 9          | 0     | 0     | 0        | 0        | 17     | 9      |
| 2015/16 | KSC Lokeren         | Vlag van België   | Jupiler Pro League | 19         | 2          | 0     | 0     | 0        | 0        | 19     | 2      |
| 2016/17 | KSC Lokeren         | Vlag van België   | Jupiler Pro League | 11         | 1          | 0     | 0     | 0        | 0        | 11     | 1      |
| 2017/18 | KSC Lokeren         | Vlag van België   | Jupiler Pro League | 12         | 0          | 1     | 0     | 0        | 0        | 13     | 0      |
| 2018/19 | Politehnica Iasi    | Vlag van Roemenië | Liga 1             | 18         | 1          | 1     | 0     | 0        | 0        | 19     | 1      |
| 2019/20 | Leixões SC          | Vlag van Portugal | Segunda Liga       | 0          | 0          | 0     | 0     | 0        | 0        | 0      | 0      |
| TOTAAL  | TOTAAL              | TOTAAL            | TOTAAL             | 123        | 26         | 2     | 0     | 0        | 0        | 125    | 26     |